# Teriofauna
Teriofauna – ogół gatunków ssaków występujących na danym obszarze (np. ssaki Polski) lub żyjących w określonym okresie geologicznym (np. teriofauna plejstoceńska).